# Щитник (рослина)
Щитник, папороть (Dryopteris) — рід папоротників з родини щитникові (Dryopteridaceae).
Включає понад 250 видів, з них в Україні росте 6 видів.

## Види
За даними спільного енциклопедичний інтернет-проєкт із систематики сучасних рослин Королівських ботанічних садів у К'ю і Міссурійського ботанічного саду «The Plant List» рід містить 302 прийнятих види (докладніше див. список видів роду щитник).

## Галерея

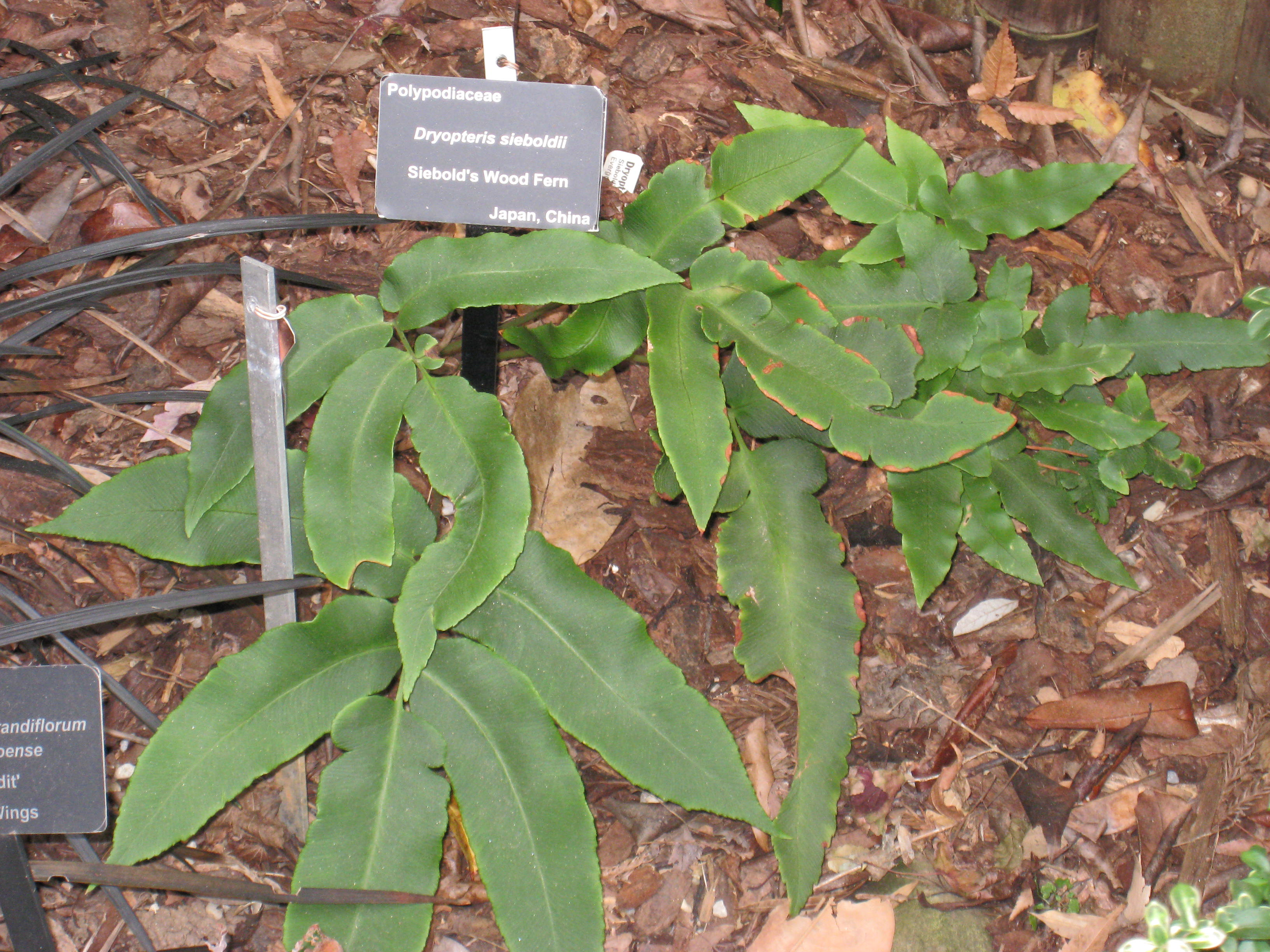
Dryopteris sieboldii